# Шаповалова, Дарья
Дарья Шаповалова (родилась 13 июля 1987 года) — украинская журналистка, общественная деятельница, бизнесвумен. Основательница и креативный директор международной недели моды Mercedes-Benz Kiev Fashion Days в Киеве (2010—2017), создательница медиа ресурса FW-daily.com, основательница единственного частного образовательного проекта на Украине в сфере моды Kiev Fashion Institute и соосновательница международной компании More Dash. В течение 6 лет создавала телепрограмму «Неделя моды с Дарьей Шаповаловой».
В 2020 основала платформу DRESSX.

## Биография
Дарья Шаповалова родилась 13 июля 1987 года в Новосибирске. Окончила Институт журналистики Киевского национального университета Шевченко. Обучалась на курсах в школе Святого Мартина в Лондоне. Осенью 2007 года стала ведущей авторской программы «Неделя моды с Дарьей Шаповаловой» на ТРК «Киев». Программа также выходила на каналах Maxxi TV и «Интер+». В апреле 2009 года «Неделя моды» начала выходить и на телеканале «Тонис», а в 2010-м — на Первом национальном.
Шаповалова летом 2009 года проходила практику в японском Vogue у Анны Делло Руссо. В 2009 году она создала онлайн-проект о моде и стиле FW-daily.com. В 2010 году в Киеве впервые прошла неделя моды Kiev Fashion Days — совместный проект «Недели моды с Дарьей Шаповаловой» и журнала ТОП10. В 2011 году неделя моды получила статус международного события, которое проходит под брендом Mercedes-Benz Kiev Fashion Days. По приглашению Дарьи, Киев посещали главные мировые эксперты и журналисты, среди которых — Алена Долецкая, Годфри Дини, Хилари Александр, представители американской, британской, итальянской и других версий Vogue, а также байеры крупнейших мировых магазинов. В 2013 году Дарья стала послом Украины на style.com. В 2014 году Шаповалова вместе со своей командой запустила агентство по продаже и продвижению дизайнеров More Dash. Агентство проводит события на неделях моды в Нью-Йорке, Лондоне, Милане и Париже. В марте 2014 года приём Дарьи в Париже в честь украинских дизайнеров посетили Анна Винтур и Патрик Демаршелье. Шаповалова активно занимается социальной деятельностью, участвует во многих благотворительных и общественных инициативах.
В зарубежной прессе о Дарье Шаповаловой пишут как о человеке, который поставил Украину на модную карту мира. Благодаря проектам, которые создает Дарья и её команда, Украину посетили более 500 международных гостей из креативных индустрий. Украинские дизайнеры стали международным феноменом, и многие из них наладили свои продажи в крупнейших магазинах мира.
В течение трех лет репортажи Дарьи Шаповаловой выходили на влиятельном французском медиа ресурсе NOWFASHION.COM. Статьи Шаповаловой публикуются в таких известных медиа, как Dazed & Confused, Vogue.com и многих других.
В 2017 году Дарья прошла учёбу и стажировку в крупнейшей ретейл компании мира Walmart, о чём она подробно рассказывала на собственном сайте.

## Премии
В 2010 году Дарья Шаповалова получила премию ELLE Style Awards журнала «ELLE Украина» в номинации «Телезвезда». В 2014 году Дарья вошла в рейтинг 500 самых влиятельных людей мира моды по версии сайта Business of Fashion. В 2017 году Дарья вошла в престижный рейтинг мирового Forbes #30under30 (30 успешных инноваторов в своей категории до 30 лет) в категории Arts.

## Личная жизнь
Дарья Шаповалова воспитывает сына Давида вместе с его отцом — политтехнологом и медиаконсультантом Казбеком Бектурсуновым.